# LCK 1 bis 7
Die LCK 1 bis 7 waren meterspurige Tenderlokomotiven der Lübben-Cottbusser Kreisbahnen (LCK). Bei der Deutschen Reichsbahn erhielten sie die Nummern 99 5701 bis 99 5707.

## Geschichte
1897 lieferte die Lokomotivfabrik Hohenzollern AG für Lokomotivbau in Düsseldorf fünf Lokomotiven mit den Fabriknummern 938 bis 942 an die Lübben-Cottbusser Kreisbahnen, diese Bahn firmierte ab 1924 unter Spreewaldbahn AG. 1899 und 1903 wurde je ein Exemplar nachgeliefert (Fabr. Nr. 1211 und 1212).
Ursprünglich trugen die Lokomotiven nur Namen an der Strecke liegender Orte (Lieberose, Straupitz, Lübben, Burg, Cottbus, Goyatz, Werben), über die genaue Einführung der Betriebsnummern gibt es verschiedene Angaben.
Das Landesverkehrsamt Brandenburg vergab wahrscheinlich 1940 an die Lokomotiven der ihm unterstellten Bahnen einheitliche Nummern, diese Loks wurden als 09-20 bis 09-26 eingereiht. Bei der Übernahme am 1. April 1949 durch die Deutsche Reichsbahn bekamen sie die Nummern 99 5701 bis 99 5707. Bis auf die 99 5702, die schon 1967 ausgemustert wurde, blieben alle Lokomotiven bis zur Stilllegung der Spreewaldbahn im Einsatz.
Die Lokomotive 99 5703 der Spreewaldbahn und ein kombinierter Personen-/Packwagen aus der Erstausstattung der Spreewaldbahn werden museal erhalten und waren seit dem 19. April 1975 zusammen mit vielen anderen Utensilien der Spreewaldbahn im Spreewaldmuseum im Schlosspark von Lübbenau/Spreewald ausgestellt. Nach Abriss der Halle wurde am Topfmarkt ein neues Gebäude errichtet, wo die Fahrzeuge seit 2012 zu sehen sind.

## Technische Merkmale
Die Lokomotiven verfügten über eine Allan-Steuerung, der Antrieb erfolgte auf die dritte Achse. Der innenliegende Rahmen war als Wassertank ausgeführt, die Kohlenkästen waren seitlich des Kessels vor dem Führerhaus angebracht. Die Lokomotiven hatten eine Wurfhebelbremse, und eine Seilhaspel für die Heberleinbremse, die als Zugbremse im Einsatz war. Zeitweise trugen zumindest einige Loks große Kobelschornsteine zur Verminderung des Funkenfluges, die bis Mitte des 20. Jahrhunderts abgebaut worden sein dürften.
Zeitweise, von den 1930er bis 1950er Jahren, war aufgrund mangelnder Wartung die vordere Kuppelstange ausgebaut um Schäden zu verhindern, so dass die vordere Achse nur als Laufachse diente und die Lokomotiven als 1B unterwegs waren. Nur die 99 5705 blieb in diesem Zustand, die anderen erhielten diese Stange wieder, allerdings wurde sie gegen Ende der Betriebszeit bei der 99 5703 wieder ausgebaut.
1951 erhielten alle Lokomotiven elektrische Beleuchtung, die die bisher üblichen Azetylenlaternen ersetzten. 1952/53 wurde die Spreewaldbahn auf Druckluftbremse der Bauart Knorr umgerüstet, die Heberleinbremse verschwand. Der dafür notwendige große Hauptluftbehälter wurde rechts neben dem Kessel angebracht, die Luftpumpe links neben der Rauchkammer, beides war nicht gerade eine Verschönerung.

## Weitere Lokomotiven
Eine baugleiche Lokomotive ist als E 41 im Bestand des Museu Ferroviário de Chaves in Chaves in Portugal. Sie ist 1902 gebaut worden und dann nach Portugal geliefert worden, wo sie auf verschiedenen Bahnen in Einsatz war.